# Diócesis de Foz do Iguaçu
La diócesis de Foz do Iguaçu (en latín: Dioecesis Iguassuen(sis) y en portugués: Diocese de Foz do Iguaçu) es una circunscripción eclesiástica latina de la Iglesia católica en Brasil, sufragánea de la arquidiócesis de Cascavel. La diócesis tiene al obispo Sérgio de Deus Borges como su ordinario desde el 17 de julio de 2019. 

## Territorio y organización

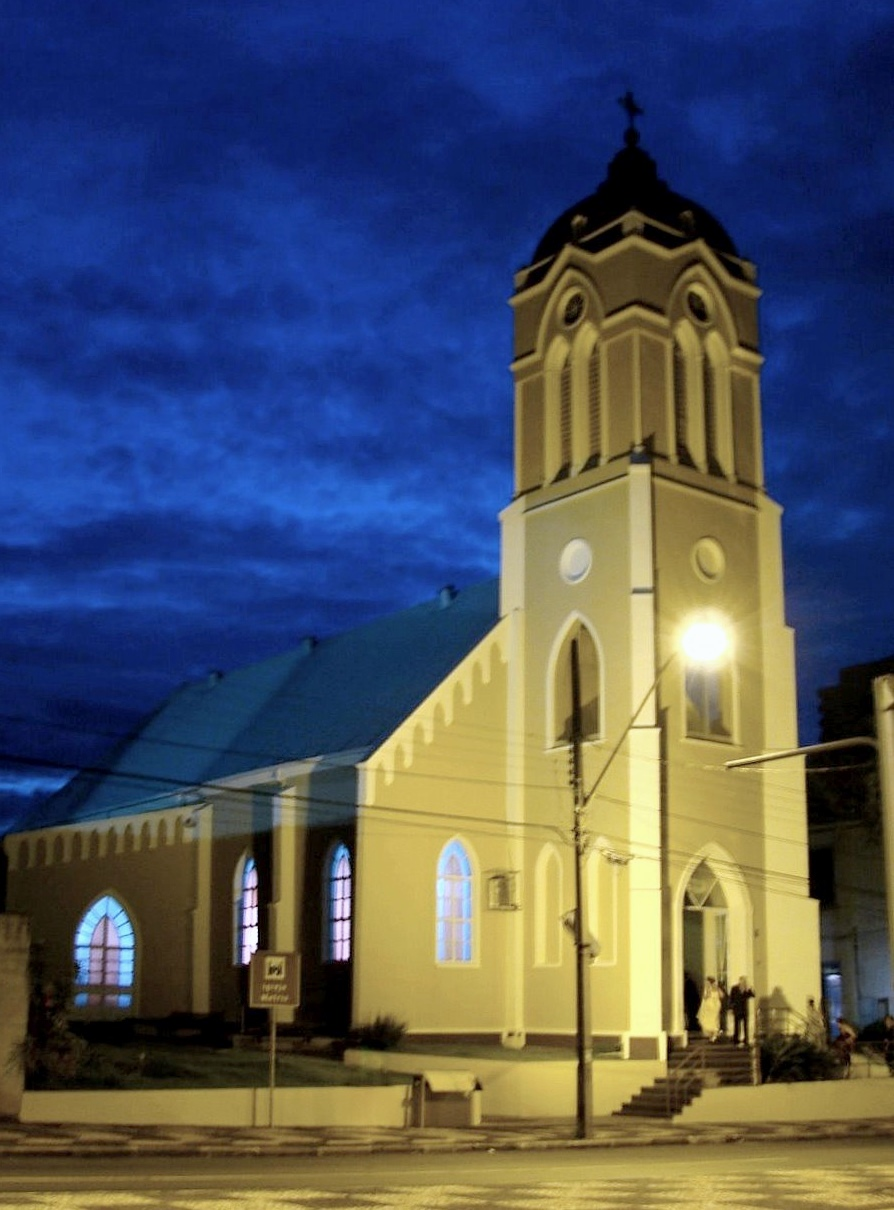
Excatedral de Foz do Iguaçu, la iglesia matriz de San Juan Bautista

La diócesis tiene 6822 km² y extiende su jurisdicción sobre los fieles católicos de rito latino residentes en 14 municipios del estado de Paraná: Foz do Iguaçu, Santa Terezinha de Itaipu, São Miguel do Iguaçu, Serranópolis do Iguaçu, Matelândia, Medianeira, Ramilândia, Céu Azul, Vera Cruz do Oeste, Diamante D'Oeste, São José das Palmeiras, Itaipulândia, Missal y Santa Helena.
La sede de la diócesis se encuentra en la ciudad de Foz do Iguaçu, en donde se halla la Catedral de Nuestra Señora de Guadalupe y la excatedral de San Juan Bautista
En 2019 en la diócesis existían 27 parroquias.

## Historia
La prelatura territorial de Foz do Iguaçu fue erigida el 10 de mayo de 1926 con la bula Quum in dies numerus del papa Pío XI, obteniendo el territorio de la diócesis de Curitiba, que fue simultáneamente elevada al rango de arquidiócesis metropolitana. La prelatura territorial era sufragánea de la misma arquidiócesis de Curitiba; la iglesia de San Juan Bautista fue erigida como catedral prelaticia.
El 20 de junio de 1959 se suprimió la prelatura territorial y se dividió su territorio entre dos diócesis de nueva creación, Campo Mourão y Toledo, mediante la bula Cum venerabilis del papa Juan XXIII.
La actual diócesis de Foz do Iguaçu fue erigida el 5 de mayo de 1978 con la bula De christiani populi del papa Pablo VI, obteniendo el territorio de la diócesis de Toledo.
En 1983 se inauguró el seminario diocesano.
Originalmente sufragánea de la arquidiócesis de Curitiba, el 16 de octubre de 1979 pasó a formar parte de la provincia eclesiástica de la arquidiócesis de Cascavel.
En 2005 se iniciaron las obras de construcción de la nueva catedral, dedicada a Nuestra Señora de Guadalupe.

## Estadísticas
De acuerdo al Anuario Pontificio 2020 la diócesis tenía a fines de 2019 un total de 433 200 fieles bautizados.
| Año                                                                             | Población            | Población | Población      | Sacerdotes | Sacerdotes    | Sacerdotes    | Bautizados por sacerdote | Diáconos permanentes | Religiosos | Religiosos | Parroquias |
| Año                                                                             | Bautizados católicos | Total     | % de católicos | Total      | Clero secular | Clero regular | Bautizados por sacerdote | Diáconos permanentes | Varones    | Mujeres    | Parroquias |
| ------------------------------------------------------------------------------- | -------------------- | --------- | -------------- | ---------- | ------------- | ------------- | ------------------------ | -------------------- | ---------- | ---------- | ---------- |
| 1949                                                                            | 95 900               | 100 000   | 95.9           | 10         |               | 10            | 9590                     |                      | 10         | 31         | 5          |
| 1980                                                                            | 391 000              | 412 000   | 94.9           | 26         | 2             | 24            | 15 038                   |                      | 25         | 66         | 12         |
| 1990                                                                            | 316 000              | 351 000   | 90.0           | 35         | 5             | 30            | 9028                     |                      | 31         | 97         | 15         |
| 1999                                                                            | 364 000              | 404 000   | 90.1           | 34         | 11            | 23            | 10 705                   |                      | 26         | 89         | 19         |
| 2000                                                                            | 368 000              | 408 000   | 90.2           | 34         | 13            | 21            | 10 823                   |                      | 30         | 87         | 20         |
| 2001                                                                            | 360 000              | 400 000   | 90.0           | 36         | 15            | 21            | 10 000                   |                      | 31         | 83         | 20         |
| 2002                                                                            | 361 000              | 402 000   | 89.8           | 38         | 16            | 22            | 9500                     |                      | 34         | 84         | 21         |
| 2003                                                                            | 361 000              | 403 000   | 89.6           | 37         | 14            | 23            | 9756                     |                      | 33         | 74         | 21         |
| 2004                                                                            | 363 000              | 405 000   | 89.6           | 37         | 15            | 22            | 9810                     |                      | 23         | 71         | 21         |
| 2006                                                                            | 382 372              | 477 964   | 80.0           | 41         | 19            | 22            | 9326                     |                      | 31         | 77         | 21         |
| 2013                                                                            | 413 000              | 521 000   | 79.3           | 49         | 22            | 27            | 8428                     |                      | 39         | 60         | 27         |
| 2016                                                                            | 423 000              | 533 000   | 79.4           | 47         | 27            | 20            | 9000                     | 2                    | 33         | 45         | 27         |
| 2019                                                                            | 433 200              | 545 875   | 79.4           | 43         | 25            | 18            | 10 074                   | 4                    | 21         | 53         | 27         |
| 2021                                                                            | 302 400              | 463 423   | 65.3           | 52         | 27            | 25            | 5 815                    | 11                   | 28         | 48         | 28         |
| Fuente: Catholic-Hierarchy, que a su vez toma los datos del Anuario Pontificio. |                      |           |                |            |               |               |                          |                      |            |            |            |

## Episcopologio
- Sede vacante (1926-1947)

- Manoel Könner, S.V.D. † (13 de diciembre de 1947-20 de junio de 1959 renunció)[5]
  - Sede suprimida (1959-1978)
- Olívio Aurélio Fazza, S.V.D. † (5 de mayo de 1978-28 de noviembre de 2001 retirado)
- Laurindo Guizzardi, C.S. † (28 de noviembre de 2001-20 de octubre de 2010 retirado)
- Dirceu Vegini † (20 de octubre de 2010-29 de septiembre de 2018 falleció)
- Sérgio de Deus Borges, desde el 17 de julio de 2019